# Живко Ламбрев
Живко Костадинов Ламбрев е първият ректор на Висшия педагогически институт по природо-математически науки, образуван през 1961 г. с Указ № 264 на президиума на Народното събрание, преобразуван в Пловдивски университет „Паисий Хилендарски“ на 12 януари 1972 г. с Указ № 24 на Държавния съвет.
Заема длъжността ректор, в рамките на 4 двугодишни мандата в периода 1961 – 1972 г., с прекъсване между 1968 – 1970 г., когато ректор на Института е доц. д-р Стефан Иванов.
Преди това той е дългогодишен преподавател по биология във Висшия медицински институт в Пловдив. Професор. Няколко мандата заместник-ректор и ректор на ВМИ от 1957 – 1959 г., член на окръжното ръководство на Отечествения фронт, председател на Окръжния комитет на борците за защита на мира.

## Библиоиграфия
- Биология, София, Наука и изкуство, 1956 г.
- Обща биология, София, Медицина и физкултура, 1959 г.[1]
- Генетика, София, Наука и изкуство, 1976 г.
- Живот, стареене, смърт, Наука и изкуство, 1976 г.